# Opertum
Opertum es un género de foraminífero bentónico de la subfamilia Pernerininae, de la familia Ataxophragmiidae, de la superfamilia Ataxophragmioidea, del suborden Ataxophragmiina y del orden Loftusiida. Su especie tipo es Ataxophragmium (Opertum) incognitum. Su rango cronoestratigráfico abarca desde el Campaniense superior hasta el Maastrichtiense (Cretácico superior).

## Discusión
Clasificaciones previas incluían Opertum en el suborden Textulariina del orden Textulariida o en el orden Lituolida.

## Clasificación
Opertum incluye a las siguientes especies:
- Opertum incognitum